# Меррісвіль (Пенсільванія)
Меррісвіль (англ. Morrisville) — переписна місцевість (CDP) в США, в окрузі Грін штату Пенсільванія. Населення — 1209 осіб (2020). Меррісвіль розташоване приблизно за 20 миль на схід від Піттсбурга.

## Географія
Меррісвіль розташований за координатами 39°54′2″ пн. ш. 80°10′4″ зх. д. / 39.90056° пн. ш. 80.16778° зх. д. (39.900673, -80.167792).  За даними Бюро перепису населення США в 2010 році переписна місцевість мала площу 4,01 км², уся площа — суходіл.

## Демографія
Згідно з переписом 2010 року, у переписній місцевості мешкало 1265 осіб у 604 домогосподарствах у складі 326 родин. Густота населення становила 315 осіб/км².  Було 636 помешкань (158/км²).
Расовий склад населення:
| - 96,0 % — білих - 1,7 % — чорних або афроамериканців - 0,8 % — азіатів - 0,6 % — корінних американців |

До двох чи більше рас належало 0,9 %. Частка іспаномовних становила 1,5 % від усіх жителів.
За віковим діапазоном населення розподілялося таким чином: 20,0 % — особи молодші 18 років, 58,2 % — особи у віці 18—64 років, 21,8 % — особи у віці 65 років та старші. Медіана віку мешканця становила 44,7 року. На 100 осіб жіночої статі у переписній місцевості припадало 92,0 чоловіків;  на 100 жінок у віці від 18 років та старших — 80,4 чоловіків також старших 18 років.
Середній дохід на одне домашнє господарство  становив 55 374 долари США (медіана — 43 859), а середній дохід на одну сім'ю — 77 016 доларів (медіана — 75 250). За межею бідності перебувало 8,6 % осіб, у тому числі 5,8 % дітей у віці до 18 років та 9,6 % осіб у віці 65 років та старших.
Цивільне працевлаштоване населення становило 288 осіб. Основні галузі зайнятості: освіта, охорона здоров'я та соціальна допомога — 43,8 %, науковці, спеціалісти, менеджери — 14,9 %, будівництво — 11,8 %, сільське господарство, лісництво, риболовля — 11,8 %.

## Відомі люди
- Ігнатко Іван Олексійович —  український політичний діяч, депутат Сойму Карпатської України. Помер у місті.